# Quibala
Quibala – miasto w Angoli, w prowincji Kwanza Południowa.